# Fiatalkorúak Büntetés-végrehajtási Intézete (Tököl)
A Fiatalkorúak Büntetés-végrehajtási Intézete a Pest vármegyei Tökölön található. Költségvetési szerv, jogi személy.

## Rendeltetése
Állami feladatként ellátandó alaptevékenysége, rendeltetése:
- külön kijelölés által meghatározott körben
  - a fiatalkorú fogvatartottak előzetes letartóztatásával,
  - a fiatalkorú elítéltek szabadságvesztésével,
  - a felnőtt korú férfi elítéltek börtön fokozatú szabadságvesztésével,
  - az elzárással, továbbá
  - a HIV-fertőzött női, férfi fogvatartottak előzetes letartóztatásával,
  - a HIV-fertőzött női, férfi elítéltek fogház, börtön, és fegyház fokozatú szabadságvesztésével összefüggő büntetés-végrehajtási feladatok ellátása.
- Elkülönített részén katonai fogdaként működik. Ennek keretében a Büntető Törvénykönyv 122. §-a (1) bekezdésében meghatározott katonák, valamint a magyar büntető joghatóság alá tartozó szövetséges fegyveres erő tagjának
  - előzetes letartóztatásával,
  - elzárásával,
  - szabadságvesztésével

kapcsolatos büntetés-végrehajtási feladatok ellátása.
Felügyeleti szerve a Belügyminisztérium, szakfelügyeletet ellátó szerve a Büntetés-végrehajtás Országos Parancsnoksága.

## Története
- A fiatalkorú fogvatartottakat 1951-től Cegléden (fiúk) és Kecskeméten (lányok), helyezték el. A ceglédi intézet megszüntetését követően fogva tartásukra 1954-től a Sátoraljaújhelyi Országos Börtönben, 1959-től 1963-ig a Budapesti Országos Börtönben került sor.
- Az intézet eredetileg huszárlaktanya volt, majd az 1956-os forradalom leverése után a Belügyminisztérium internálótábora lett. A megszüntetését követően 1963–ban költöztették ide a fiatalkorúakat és egyúttal rabkórházat létesítettek mellette. (Az alapító okiratuk erre az évre datálta a működésük kezdetét.)
- 1971-től Fiatalkorúak Börtöne és Fogháza néven működött.
- Az 1971 és 1974 közötti bővítés során négy szálláskörletet és igazgatósági épületet emeltek.
- A foglalkoztatást előbb az Állampusztai Célgazdaság tököli kirendeltségeként szervezték meg, amely 1974-ben Dunai vegyesipari Vállalat néven önálló vállalattá szerveződött.
- 1985-ben egy újabb – 400 férőhelyes – lakóépületet emeltek.
- 1997-ben az elítéltkonyha teljes rekonstrukciójára került sor.
- 2007. január 1-i hatállyal az intézet vette át a Magyar Honvédségtől a – korábban a Petőfi laktanyában működő – katonai fogház üzemeltetési feladatait.

A fogvatartottak munkáltatása jelenleg a Duna Vegyesipari Termelő, Kereskedelmi és Szolgáltató Kft. keretei között zajlik. Az intézet szomszédságában működött a Büntetés-végrehajtás Egészségügyi Központ, amely 2020-ban a Berettyóújfalura költözött.

### Bebukottak
Mész András 1985-ben Bebukottak címmel dokumentumfilmet forgatott az intézményben. A hiteles benyomást keltő, brutális – bár ebben az esetben csak a rendező kedvéért eljátszott – bántalmazásos jelenetek miatt a Kádár-korszak utolsó évtizedének Magyarországán betiltásra került. Csak a rendszerváltást követően lehetett szabadon forgalmazni.